# Сутенер

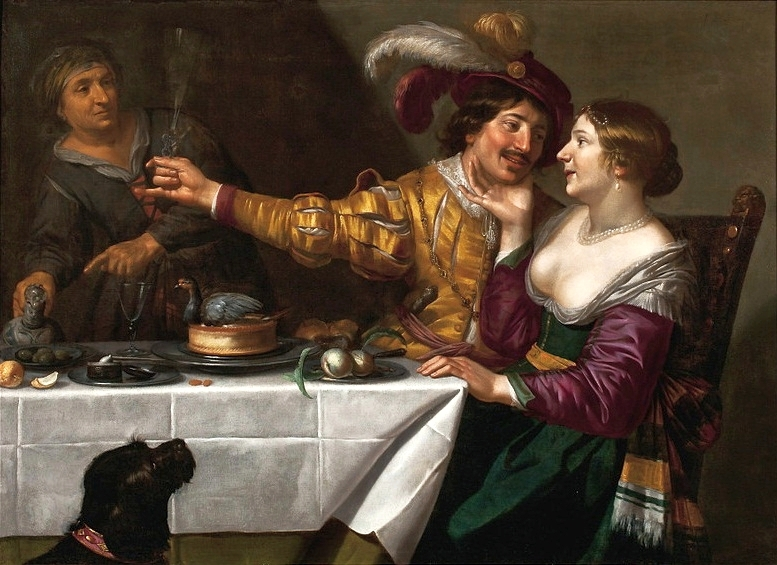
У звідниці, Ян ван Бійлерт, 17 століття

Сутенерство (фр. souteneur — підтримувач) або проксенетизм — отримання прибутку від проституції іншої особи (виконавиці проституції) через моральний та фізичний вплив на цю особу: організація проституції (посередництво) та примус до проституції (секс-рабство). Сутенерство карається кримінальною відповідальністю в більшості країн світу, в тому числі в Україні (позбавлення волі строком від 3 до 15 років з (без) конфіскацією майна — залежно від віку втягнутої в проституцію особи: проституювання дітей до 14 років карається жорсткіше). Сутенер схиляє та залучає людей до проституції, організовує рекламу, надає приміщення для проституції (якщо це не вулична проституція), забезпечує охорону і опіку, захист від конкурентів, правоохоронних органів. Найчастіше сутенери поводяться з підконтрольними повіями тиранічно, утримуючи їх від виходу з проституції, відбираючи прибуток і застосовуючи насильство, часто сексуальне.
В 1949 році Організація Об'єднаних Націй прийняла Конвенцію про боротьбу з торгівлею людьми і з експлуатацією проституції третіми особами. Конвенція стверджує проституцію як дію, що суперечить людській гідності, закликаючи всі зацікавлені сторони карати сутенерство, операторів і власників закладів проституції. 
Сутенерство суттєво не страждає при повній (клієнт, сутенер, повія) криміналізації проституції, в умовах якої воно розвивалось протягом історії. При повній декриміналізації та легалізації проституції, які почали експериментально впроваджувати деякі країни, сутенерська діяльність має легальний статус і значний інструментарій у правовому полі. Ці моделі не сприяють скороченню проституції, проте їх підтримує секс-бізнес. Криміналізує специфічно сутенерство модель боротьби з організованою проституцією (аболіціоністська), проте вона не криміналізує покупців (клієнтів). 
Відчутний вплив на сутенерство чинить модель протидії попиту (неоаболіціоністська, відома як шведська), до якої, за підтримки ООН та ЄС, переходять все більше країн починаючи з 1999 року. Модель кримінально карає клієнтів і сутенерів, а не повій, чим скорочує попит на покупку людей для сексу, і, відповідно, пропозицію сутенерського бізнесу. Законодавсто України щодо проституції частково відповідне шведській моделі з 2005 року, коли замість штрафів за сутенерство було введено кримінальну відповідальність (позбавлення волі).

## Етимологія
Отримувач прибутку від проституції називається: сутенер, звідник, проститутор, посередник, менеджер. Сутенерство: звідництво, проксенетизм, схиляння до проституції, примус до проституції, втягнення в проституцію, кришування проституції, секс-рабство, торгівля людьми, трафікінг.

## В Україні
Забезпечення проституйованої особи заняттям проституцією з іншою особою (посередництво) або примушування її до заняття проституцією з використанням обману, шантажу чи уразливого її стану, або із застосуванням чи погрозою застосування насильства (секс-рабство), Кримінальним кодексом України карається позбавленням волі з чи без конфіскації майна на строк від 3 до 15 років.
У 2005 році Україна запровадила механізм боротьби з проституцією, частково відповідний шведській моделі скорочення попиту: введено сувору кримінальну відповідальність за торгівлю людьми чи втягнення у проституцію, а штрафи замінено позбавленням волі. З 2017 року в Україні проходять акції та офіційні заходи за запровадження шведської моделі. З точки зору наукових та законодавчих підходів України та Швеції, Україна вже сьогодні близька до шведської моделі.

### Покарання за проституцію в Україні
| Суб'єкт адміністративної відповідальності або злочину | Адміністративна відповідальність | Кримінальна відповідальність за злочин щодо                                                           | Кримінальна відповідальність за злочин щодо  | Кримінальна відповідальність за злочин щодо  |                      |                      |                      |                      |                      |                      |                      |                      |
| Суб'єкт адміністративної відповідальності або злочину | Адміністративна відповідальність | повнолітніх (від 18 років)                                                                            | неповнолітніх (14—18 років)                  | малолітніх (до 14 років)                     |                      |                      |                      |                      |                      |                      |                      |                      |
| Заняття проституцією | Заняття проституцією | Заняття проституцією                                                                                  | Заняття проституцією                         | Заняття проституцією                         | Заняття проституцією | Заняття проституцією | Заняття проституцією | Заняття проституцією | Заняття проституцією | Заняття проституцією | Заняття проституцією | Заняття проституцією |
| --- | --- | --- | -------------------------------------------- | -------------------------------------------- | -------------------- | -------------------- | -------------------- | -------------------- | -------------------- | -------------------- | -------------------- | -------------------- |
| Проституйована особа | Попередження або штраф від 85 грн. до 170 грн., а за повторне порушення, вчинене протягом року з дня накладення адміністративного стягнення — штраф від 136 грн. до 255 грн.. Затримання провадиться ОВС (Нацполіцією). | Не застосовується                                                                                     | Не застосовується                            | Не застосовується                            |                      |                      |                      |                      |                      |                      |                      |                      |
| Втягнення особи в заняття проституцією або примушування її до заняття проституцією з використанням обману, шантажу чи уразливого її стану, або із застосуванням чи погрозою застосування насильства (секс-рабство) карається позбавлення волі на строк:             | | |                                              |                                              |                      |                      |                      |                      |                      |                      |                      |                      |
| Покупець (клієнт) | Не застосовується | від 3 до 5 років, а за повторне порушення чи порушення, вчинене з кількома особами — від 4 до 7 років | від 5 до 10 років з (без) конфіскацією майна | від 8 до 15 років з (без) конфіскацією майна |                      |                      |                      |                      |                      |                      |                      |                      |
| Група клієнтів, за попередньою змовою | Не застосовується | від 4 до 7 років                                                                                      | від 5 до 10 років з (без) конфіскацією майна | від 8 до 15 років з (без) конфіскацією майна |                      |                      |                      |                      |                      |                      |                      |                      |
| Службова особа, що використовує службове становище | Не застосовується | від 4 до 7 років                                                                                      | від 5 до 10 років з (без) конфіскацією майна | від 8 до 15 років з (без) конфіскацією майна |                      |                      |                      |                      |                      |                      |                      |                      |
| Особа, від якої потерпіла у матеріальній чи іншій залежності | Не застосовується | від 4 до 7 років                                                                                      | від 5 до 10 років з (без) конфіскацією майна | від 8 до 15 років з (без) конфіскацією майна |                      |                      |                      |                      |                      |                      |                      |                      |
| Забезпечення проституйованої особи заняттям проституцією з іншою особою (посередництво) або примушування її до заняття проституцією з використанням обману, шантажу чи уразливого її стану, або із застосуванням чи погрозою застосування насильства (секс-рабство) | | |                                              |                                              |                      |                      |                      |                      |                      |                      |                      |                      |
| Бордель, сутенер (посередники) | Не застосовується | від 3 до 5 років, а за повторне порушення чи порушення, вчинене з кількома особами — від 4 до 7 років | від 5 до 10 років з (без) конфіскацією майна | від 8 до 15 років з (без) конфіскацією майна |                      |                      |                      |                      |                      |                      |                      |                      |

## Юридичний статус у світі
Сутенерство заборонене в країнах, де проституція є протизаконною. В деяких країнах, за умови відсутності примусу та насильства, сутенерство є припустимим. За будь-яких умов, заборонено примушувати осіб до проституції, як у випадках сексуального рабства та торгівлі людьми.
| Законодавча рамка                                                     | Модель регуляції проституції                         | Cутенерство (посередник)  | Покупка (клієнт)          | Виконання (повія)           | Схиляння до проституції   |
| --------------------------------------------------------------------- | ---------------------------------------------------- | ------------------------- | ------------------------- | --------------------------- | ------------------------- |
| Проституція заборонена і карається законом                            | Прогібіціонізм (повна криміналізація)                | Карається                 | Карається                 | Карається                   | Карається                 |
| Змішаний підхід (законні і криміналізовані різні сторони проституції) | Аболіціонізм (боротьба з організованою проституцією) | Карається                 | Не карається              | Не карається                | Часто карається           |
| Змішаний підхід (законні і криміналізовані різні сторони проституції) | Неоаболіціонізм (Шведська модель)                    | Карається                 | Карається                 | Не карається, підтримується | Карається                 |
| Проституція законна і не карається законом                            | Декриміналізація (відсутність покарання)             | Не карається              | Не карається              | Не карається                | Не карається              |
| Проституція законна і не карається законом                            | Легалізація (регуляторна модель)                     | Не карається, регулюється | Не карається, регулюється | Не карається, регулюється   | Не карається, регулюється |

### Повна криміналізація проституції
У моделях повної криміналізації проституції кримінальному покаранню підлягають виконавиця(-вець), покупець та будь-яка третя залучена сторона (усі, хто отримують прибуток від проституції в будь-якому місці чи середовищі). Цей підхід застосовують Китай, Росія, більшість країн Африки. У США, де кожен штат має власний кримінальний кодекс, проституція повністю заборонена скрізь, а з використанням презерватива законна лише в частині штату Невада; безконтактна проституція ― це сіра зона.
Криміналізація в більшості світу протягом історії людства не принесла позитивних результатів, досі будучи пов'язаною з високими показниками ІПСШ, насильством над проституйованими з боку покупців та переслідуванням їх поліцією. Страх перед юридичними наслідками стримує людей у проституції від пошуку послуг з охорони здоров'я та повідомлення про злочини. За криміналізації людей у проституції частіше ґвалтують, вбивають та дискримінують через їх маргіналізоване становище і переслідування поліцією.

### Криміналізація сутенерства
Криміналізація сутенерства (аболіціоністська модель боротьби з проституцією) передбачає, що заняття проституцією не є правопорушенням, але експлуатація людей для проституції (втягнення, посередництво, торгівля людьми з метою прибутку) карається; таким чином, будь-яка третя сторона, яка вербує, наживається чи організовує людей у проституції, несе покарання. Прихильники моделі закликають уряди вживати необхідних заходів, трактуючи проституцію як рабство, а сутенерство як работоргівлю. Ця модель є перехідним кроком до неоаболіціонізму (Шведської моделі криміналізації покупця).

### Шведська модель протидії попиту
Модель протидії попиту (відома як шведська, північна, неоаболіціонізм або модель рівності) криміналізує покупця та сутенерів, а проституйовану особу декриміналізує та підтримує у виході з проституції. Покупка людини для сексу визнається злочином, а сама проституція насильством проти жінок. Проституйованим надається захист, реабілітація, профорієнтація й працевлаштування та інша допомога у виході з проституції. Інформаційні кампанії підвищують обізнаність населення щодо гендерного насильства, прав людини та сексуальної етики (роль згоди на секс у сексуальній активності та сексуальному насильстві).

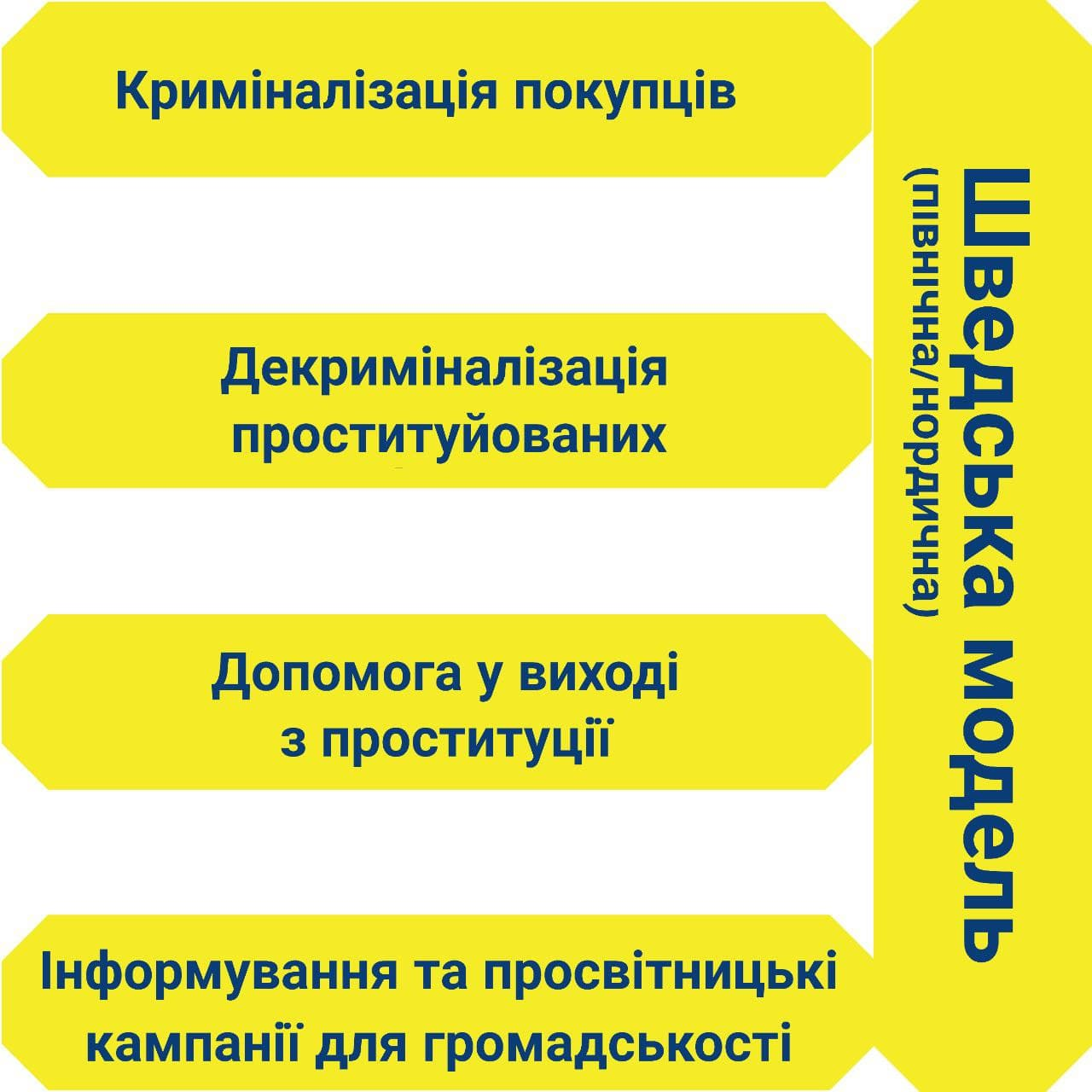
Як працює Шведська модель

Модель вперше впроваджена в Швеції в 1999 році і показує високу ефективність у боротьбі з проституцією, оскільки вона скорочує попит клієнтів купувати людей для сексу, який породжує пропозицію від сутенерів у відповідності до економічної моделі ціноутворення: попиту і пропозиції. Шведська модель підтримується ООН та Європарламентом. В різних формах її запровадили, крім Швеції, Норвегія (2009), Ісландія (2009), Північна Ірландія (2015), Ірландія (2017), Франція (2016). Поза Європою модель прийняли Канада (2014) та Ізраїль (2018). Над прийняттям моделі працюють Іспанія, Латвія та Литва. У 2019 заяву про необхідність переходу від легалізації до шведської моделі зробила парламентська більшість Німеччини, відтоді працює над впровадженням. Велика Британія розглядає модель.

### Декриміналізація та легалізація
Покарання за сутенерство не передбачається.